# Massello
 Massello (piemonti nyelven  Massel) egy község Olaszországban, Torino megyében.

## Elhelyezkedése

Massello község Torino megye térképén

Massello a Germanasca-völgyben található. A vele határos települések: Fenestrelle, Perrero, Pragelato, Roure és Salza di Pinerolo.